# The Devil's Playground (film, 1976)
Pour les articles homonymes, voir Devil's Playground.
Pour plus de détails, voir Fiche technique et Distribution.
The Devil's Playground est un film australien réalisé par Fred Schepisi, sorti en 1976. Le film est inspiré de la jeunesse du réalisateur, Fred Schepisi, qui a fréquenté une école dans un séminaire.
Le film est adapté dans une série télévisée australienne, diffusée en 2014 sur Foxtel.

## Synopsis
Au mois d'août 1953, Tom Allan, âgé de 13 ans, entre au séminaire à Melbourne, en Australie.

## Fiche technique
- Titre : The Devil's Playground
- Réalisation : Fred Schepisi
- Scénario : Fred Schepisi
- Musique : Bruce Smeaton
- Montage : Brian Kavanagh (en)
- Photographie : Ian Baker
- Casting : Rhonda Schepisi
- Décors : Trevor Ling
- Producteur : Fred Schepisi
- Sociétés de production : Australian Film Commission (en) et The Film House
- Société de distribution : The Film House (Australie)
- Pays d'origine :  Australie
- Langue : anglais
- Genre : Drame
- Durée : 107 minutes
- Sortie :
  - Australie : 12 août 1976

## Distribution
- Charles McCallum : frère Sebastian
- John Frawley : frère Celian
- Arthur Dignam (en) : frère Francine
- Nick Tate : frère Victor
- Peter Cox : frère James
- Jonathan Hardy : frère Arnold
- Gerry Duggan (en) : père Hanrahan
- Thomas Keneally : père Marshall
- Sheila Florance (en) : Mme Sullivan
- Simon Burke (en) : Tom Allen
- John Diedrich : Fitz
- Alan Cinis (en) : Waite
- Richard Morgan : Smith
- Rowan Currie : Casey
- Gary Pixton : Tomkin
- Michael David : Turner